# Kutai Timur
Kutai Timur (indonez. Kabupaten Kutai Timur) – kabupaten w indonezyjskim Borneo Wschodnim. Jego ośrodkiem administracyjnym jest Sangatta.
Kabupaten ten od wschodu leży nad Cieśniną Makasarską.
W 2010 roku kabupaten ten zamieszkiwało 179 079 osób, z czego 103 990 stanowiła ludność miejska, a 151 647 ludność wiejska. Mężczyzn było 139 034, a kobiet 116 603. Średni wiek wynosił 25,37 lat.
Kabupaten ten dzieli się na 18 kecamatanów:
- Batu Ampar
- Bengalon
- Busang
- Kaliorang
- Karangan
- Kaubun
- Kongbeng
- Long Mesangat
- Muara Ancalong
- Muara Bengkal
- Muara Wahau
- Rantau Pulung
- Sandaran
- Sangatta Selatan
- Sangatta Utara
- Sangkulirang
- Telen
- Teluk Pandan